# Bosch Research and Conservation Project
Le Bosch Research and Conservation Project (BRCP) est un programme international de recherche scientifique et de restauration consacré à l’œuvre du peintre et dessinateur Jérôme Bosch (vers 1450-1516).
Lancé en 2010, le projet regroupant chercheurs, restaurateurs et conservateurs, a notamment abouti à l'établissement d'un nouveau catalogue raisonné et à l'organisation d'une grande exposition à Bois-le-Duc, ville natale de Bosch, à l'occasion de la commémoration en 2016 du demi-millénaire de sa mort.

## Création et travaux
En 2001, l'exposition Bosch de Rotterdam relance la recherche sur la vie et l’œuvre du peintre. Dès cette époque, l'idée d'organiser une nouvelle rétrospective à Bois-le-Duc (après celle de 1967) est défendue par le maire de la ville brabançonne Ton Rombouts. Présenté en 2007, ce projet prévoit et nécessite la formation d'un programme scientifique mené par des chercheurs, restaurateurs et conservateurs. Soutenu financièrement par la fondation Jheronimus Bosch 500, créée en 2009, le programme commence ses travaux en 2010, en collaboration avec le Noordbrabants Museum et l'Université Radboud de Nimègue. Dirigée par Jos Koldeweij, spécialiste de Bosch, l'équipe portant le projet est majoritairement néerlandaise.
À l'issue de ses recherches, l'équipe du BRCP a proposé de sensibles modifications au catalogue des œuvres autographes du peintre, qu'il réduit à une petite vingtaine de tableaux ou polyptyques et autant de dessins, suscitant ainsi des débats voire des désaccords avec d'autres experts et conservateurs. Le BRCP a ainsi rendu au maître la Tentation de saint Antoine de Kansas City et le Jugement dernier de Bruges mais a déclassé le Saint Antoine, la table des Sept péchés capitaux et La Lithotomie du Prado ainsi que le Portement de Croix de Gand en les attribuant à des suiveurs de Bosch. Le Prado a réagi en refusant au dernier moment de prêter à l'exposition de Bois-le-Duc son Saint Antoine et la Lithotomie, tandis que le musée des beaux-arts de Gand a réuni un comité d'experts qui a réfuté les conclusions du BRCP.
Les travaux du BRCP ont fait l'objet d'un film documentaire (Pieter van Huystee, Jérôme Bosch, touché par le diable (en), 2015).

## Équipe
- Robert G. Erdmann (responsable de l'infrastructure numérique)
- Luuk Hoogstede (restaurateur)
- Matthijs Ilsink (coordonnateur du projet)
- Rik Klein Gotink (photographe)
- Jos Koldeweij (directeur)
- Hanneke Nap (assistante de recherche)
- Travis Sawyer (assistant en infrastructure numérique)
- Ron Spronk (historien des techniques artistiques)
- Dan Veldhuizen (assistante de recherche)